# Chabbie River
Chabbie River är ett vattendrag i Kanada.   Det ligger i provinsen Ontario, i den sydöstra delen av landet, 500 km nordväst om huvudstaden Ottawa.
I omgivningarna runt Chabbie River växer i huvudsak blandskog. Trakten runt Chabbie River är nära nog obefolkad, med mindre än två invånare per kvadratkilometer.